# Nikolaus Piper
Nikolaus Piper (* 17. Juni 1952 in Hamburg; † 15. September 2024 in Kaiserslautern) war ein deutscher Journalist.

## Werdegang
Unmittelbar nach dem Abitur war er von 1971 bis 1973 Volontär bei der Badischen Zeitung in Freiburg im Breisgau, ursprünglich mit dem Wunsch, Theaterkritiker zu werden. Während des Volontariats entdeckte er sein Interesse an Wirtschaftsthemen und begann ein Studium der Wirtschaftswissenschaften an der Universität Freiburg, das er 1978 als Diplom-Volkswirt abschloss.
Anschließend arbeitete er als Lokalredakteur in Lörrach, danach als Wirtschaftsredakteur für die SPD-Wochenzeitung Vorwärts in Bonn, 1983 als Wirtschaftskorrespondent für Associated Press in Bonn. 1987 wechselte er zur Wochenzeitung Die Zeit nach Hamburg. Dort beobachtete er besonders den ökonomischen Zusammenbruch des sowjetischen Systems und den marktwirtschaftlichen Neuaufbau in Osteuropa.
Ab dem 1. Oktober 1997 arbeitete er – mit einer kurzen Unterbrechung – für die Süddeutsche Zeitung in München, ab 1. August 1999 als Ressortleiter Wirtschaft.
Von 2007 bis 2014 arbeitete Nikolaus Piper als Korrespondent für die Süddeutsche Zeitung in New York und wurde anschließend Leitender Redakteur seiner Zeitung.
Ab 2018 war Piper als freier Autor tätig.

## Werke
- Die großen Ökonomen: Leben und Werk der wirtschaftswissenschaftlichen Vordenker. Schäffer-Pöschel, Stuttgart 1994, ISBN 3-7910-0806-4
- Die neuen Ökonomen: Stars, Vordenker und Macher der deutschsprachigen Wirtschaftswissenschaft. Schäffer-Pöschel, Stuttgart 1997, ISBN 3-7910-1170-7
- Felix und das liebe Geld (ausgezeichnet mit dem Herbert-Quandt-Medien-Preis 1999). Verlag Beltz & Gelberg 1998, ISBN 3-407-79785-0
- Geschichte der Wirtschaft (ausgezeichnet mit dem Deutschen Jugendliteraturpreis 2003). Verlag Beltz & Gelberg 2002, ISBN 3-407-75310-1
- Willkommen in der Wirklichkeit. Verlag dtv premium 2004, ISBN 3-423-24442-9
- Die Große Rezession. Amerika und die Zukunft der Weltwirtschaft. Carl Hanser Verlag 2009, ISBN 978-3-44641952-0. (ausgezeichnet mit dem Deutschen Wirtschaftsbuchpreis 2009)
- Wir Untertanen. Wie wir unsere Freiheit aufgeben, ohne es zu merken. Rowohlt, Hamburg 2019, ISBN 978-3-498-05250-8.